# ليونارد أور
ليونارد أور (بالإنجليزية: Leonard Orr)‏ هو كاتب أمريكي، ولد في 15 نوفمبر 1937 في قرية والتون في الولايات المتحدة.